# Mont Valier
Mont Valier – szczyt w Pirenejach. Leży w południowej Francji, w departamencie Ariège, przy granicy z Hiszpanią. Należy do Pirenejów Wschodnich.